# Irina Nikoeltsjina
Irina Kostadinova Nikoeltsjina (Bulgaars: Ирина Костадинова Никулчина) (Razlog, 8 december 1974) is een voormalig biatlete uit Bulgarije. Ze vertegenwoordigde haar vaderland op het langlaufen op de Olympische Winterspelen 1994 in Lillehammer en de Olympische Winterspelen 1998 in Nagano. En op de biatlon op de Olympische Winterspelen 2002 in Salt Lake City en de Olympische Winterspelen 2006 in Turijn. Nikoeltsjina is getrouwd met haar coach Ivan Keradzhiev.

## Resultaten

### Langlaufen

#### Olympische Winterspelen
| Jaar | Plaats      | Resultaten                                                     |
| ---- | ----------- | -------------------------------------------------------------- |
| 1994 | Lillehammer | 57e 5 km 44e 15 km 38e 30 km 43e 5/10 km dubbele achtervolging |
| 1998 | Nagano      | 70e 5 km 63e 15 km 28e 30 km 53e 5/10 km dubbele achtervolging |

#### Wereldkampioenschappen
| Jaar | Plaats | Resultaten                                 |
| ---- | ------ | ------------------------------------------ |
| 1993 | Falun  | 59e 5 km 57w 15 km 49e 15 km achtervolging |

### Biatlon

#### Olympische Winterspelen
| Jaar | Plaats         | Onderdeel   | Onderdeel | Onderdeel     | Onderdeel  | Onderdeel |
| Jaar | Plaats         | Individueel | Sprint    | Achtervolging | Massastart | Estafette |
| ---- | -------------- | ----------- | --------- | ------------- | ---------- | --------- |
| 2002 | Salt Lake City | 43e         | 11e       | ↑             |            | 4e        |
| 2006 | Turijn         | 28e         | 36e       | 30e           | –          | 8e        |

#### Wereldkampioenschappen
| Jaar | Plaats            | Onderdeel                               | Onderdeel                               | Onderdeel                               | Onderdeel                               | Onderdeel                               | Onderdeel          |
| Jaar | Plaats            | Individueel                             | Sprint                                  | Achtervolging                           | Massastart                              | Estafette                               | Gemengde estafette |
| ---- | ----------------- | --------------------------------------- | --------------------------------------- | --------------------------------------- | --------------------------------------- | --------------------------------------- | ------------------ |
| 1999 | Kontiolahti       | 44e                                     | 22e                                     | 24e                                     | –                                       | 9e                                      |                    |
| 2000 | Oslo Holmenkollen | 17e                                     | 10e                                     | 33e                                     | 6e                                      | 6e                                      |                    |
| 2001 | Pokljuka          | 46e                                     | 43e                                     | 44e                                     | –                                       | 6e                                      |                    |
| 2002 | Oslo Holmenkollen | Niet gehouden vanwege Olympische Spelen | Niet gehouden vanwege Olympische Spelen | Niet gehouden vanwege Olympische Spelen | –                                       |                                         |                    |
| 2003 | Chanty-Mansiejsk  | 56e                                     | 22e                                     | 17e                                     | –                                       | 7e                                      |                    |
| 2004 | Oberhof           | –                                       | 6e                                      | 9e                                      | 19e                                     | 6e                                      |                    |
| 2005 | Hochfilzen        | –                                       | –                                       | –                                       | –                                       | –                                       | –                  |
| 2006 | Pokljuka          | Niet gehouden vanwege Olympische Spelen | Niet gehouden vanwege Olympische Spelen | Niet gehouden vanwege Olympische Spelen | Niet gehouden vanwege Olympische Spelen | Niet gehouden vanwege Olympische Spelen | 20e                |
| 2007 | Antholz           | 71e                                     | 75e                                     | –                                       | –                                       | 16e                                     | 18e                |

#### Wereldbeker
Eindklasseringen
| Seizoen   | Algemeen | Individueel | Sprint | Achtervolging | Massastart |
| --------- | -------- | ----------- | ------ | ------------- | ---------- |
| 1998/1999 | 63e      | –           | 57e    | 51e           | –          |
| 1999/2000 | 14e      | –           | –      | –             | –          |
| 2000/2001 | 42e      | –           | 33e    | 40e           | –          |
| 2001/2002 | 18e      | –           | 9e     | 16e           | 29e        |
| 2002/2003 | 27e      | 41e         | 21e    | 26e           | 32e        |
| 2003/2004 | 21e      | –           | 16e    | 26e           | 12e        |
| 2004/2005 | –        | –           | –      | –             | –          |
| 2005/2006 | 39e      | 47e         | 34e    | 38e           | 43e        |
| 2006/2007 | 40e      | –           | 37e    | 30e           | –          |